# 王丛康
王丛康（1996年10月31日—），中国男子皮划艇运动员，他在9岁时开始练习柔道，2007年，他受皮划艇教练鼓励下开始改练皮划艇，他曾获得2022年亚洲运动会男子双人皮艇500米和男子四人皮艇500米金牌。